# Le Fils de la reine aveugle
Le Fils de la reine aveugle è un cortometraggio muto del 1911 diretto da Louis Feuillade.

## Produzione
Il film fu prodotto dalla Société des Etablissements L. Gaumont

## Distribuzione
Distribuito dalla Société des Etablissements L. Gaumont, uscì nelle sale cinematografiche francesi nel 1911 conosciuto anche con il titolo Les Pâques de la reine aveugle.